# Lánc

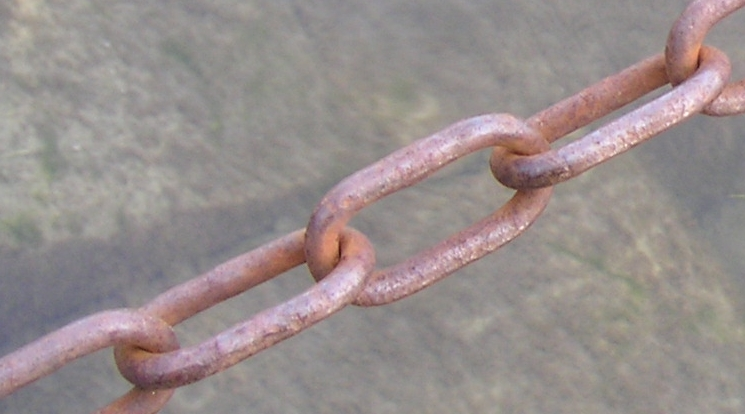
Szemeslánc

Görgős lánc alkatrészei
1-külső szem
2-belső szem
3-csap
4-hüvely
5-görgő

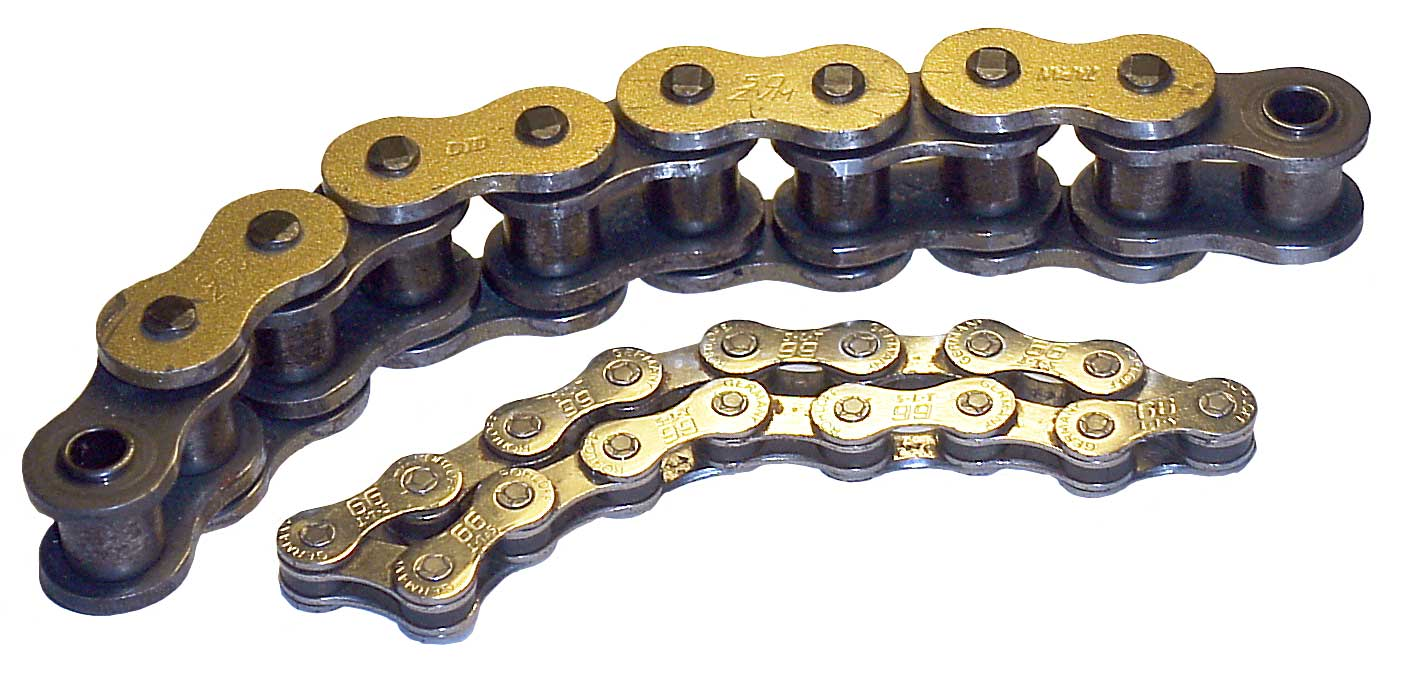
Görgős láncok

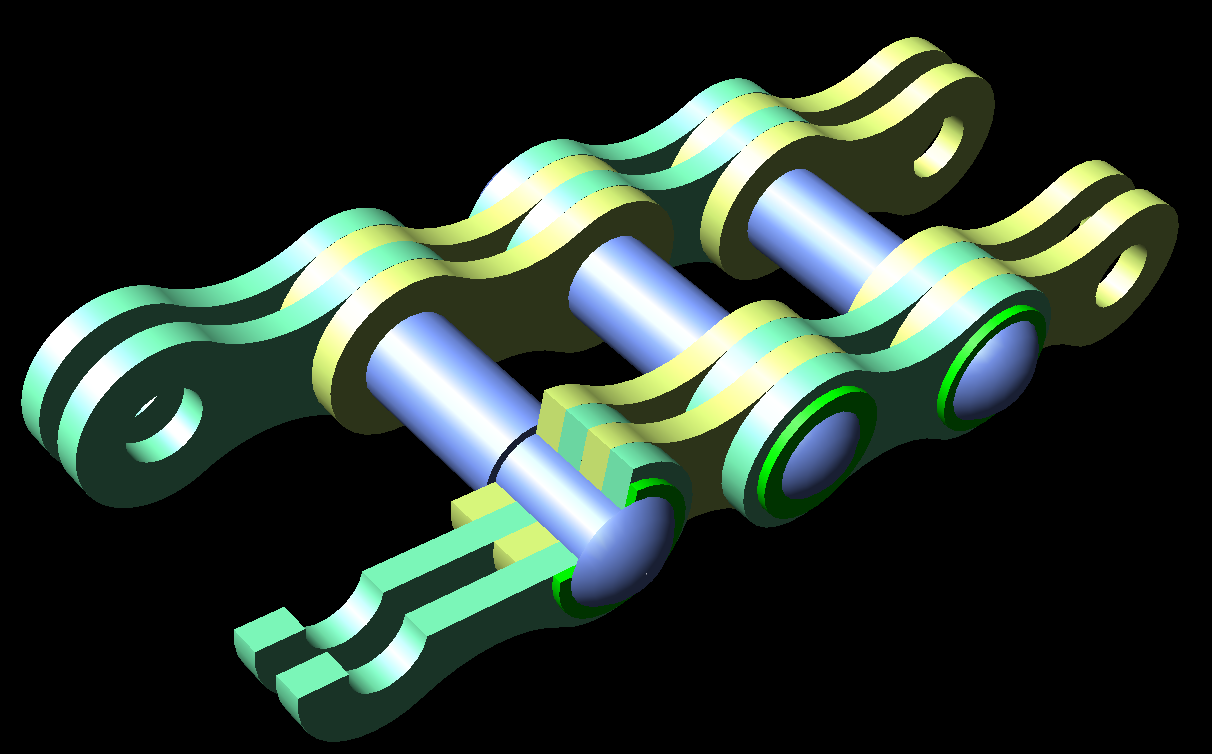
Csapos lánc

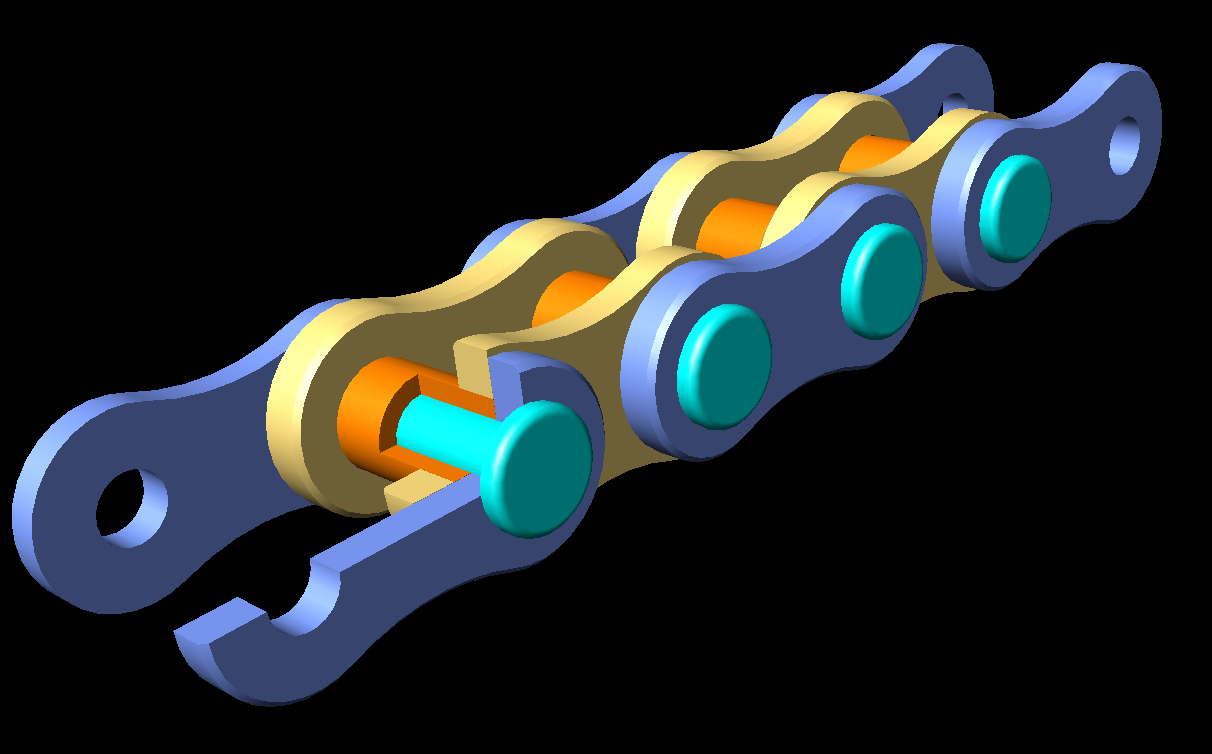
Hüvelyes lánc

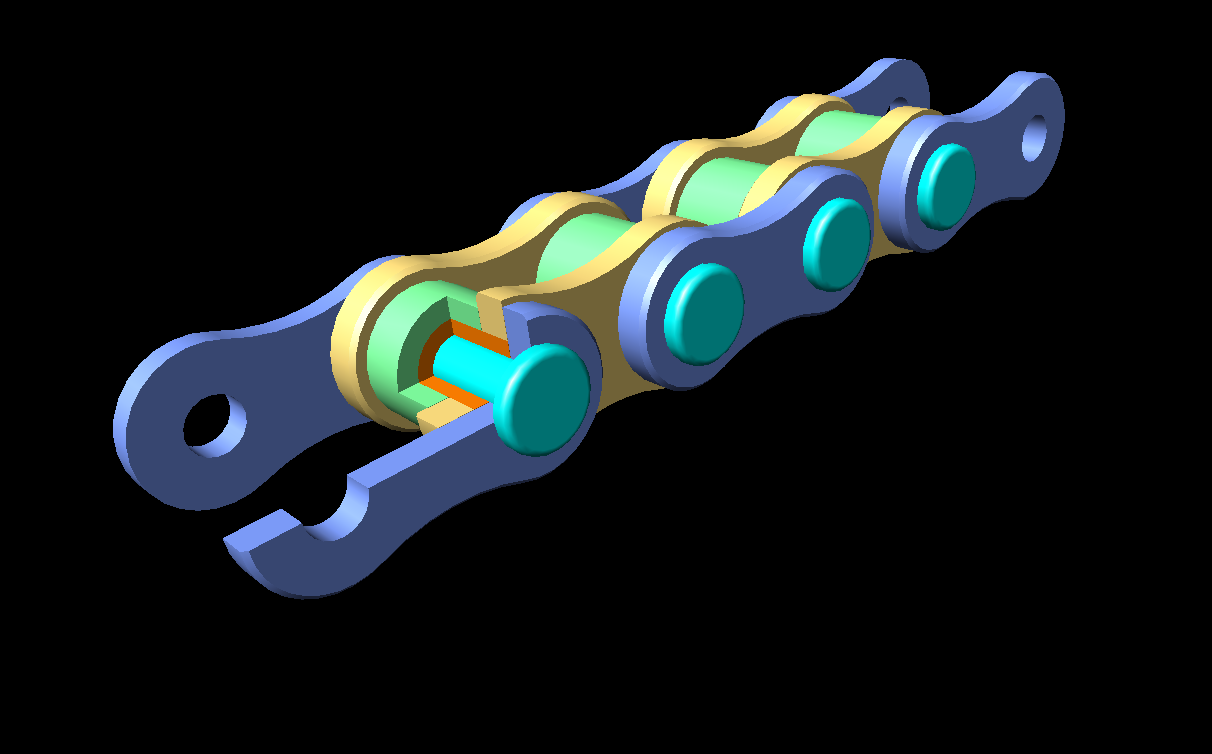
Görgős lánc

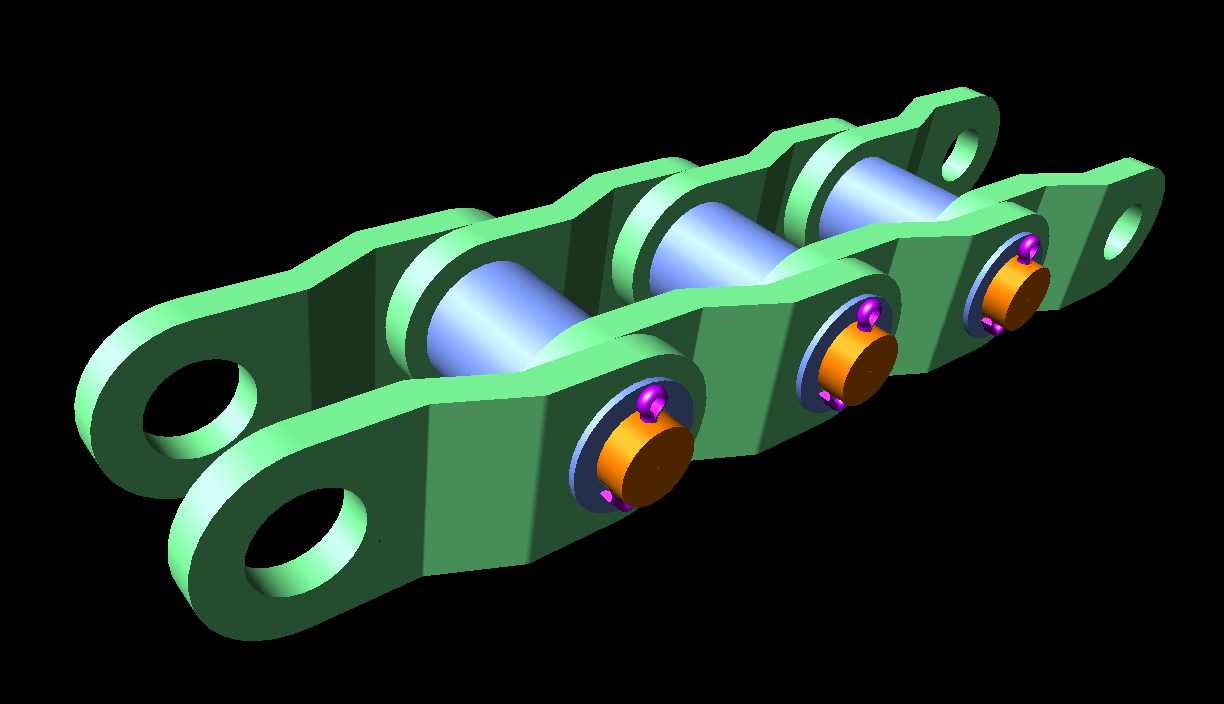
Hajlított hevederű görgős lánc

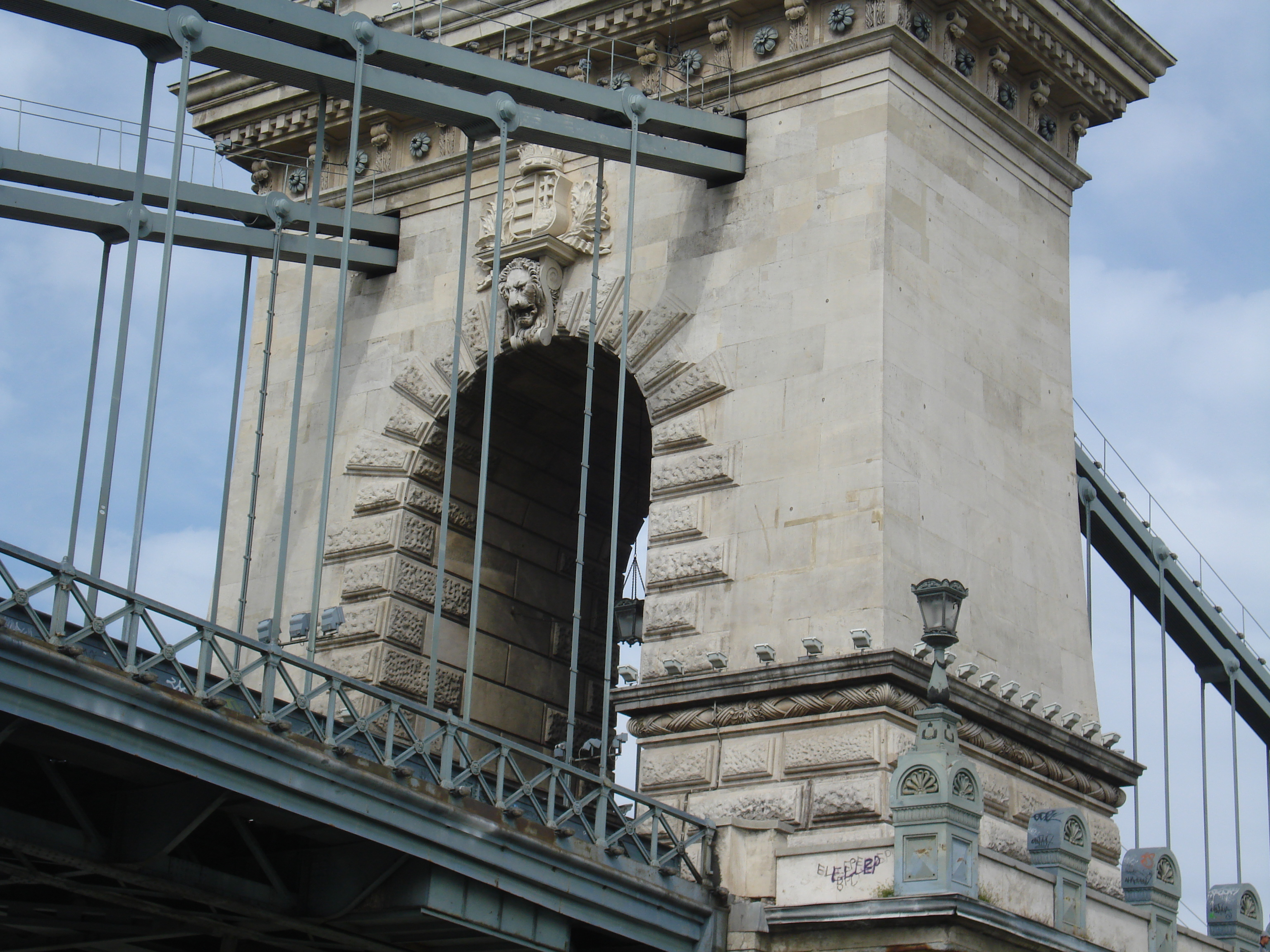
Széchenyi lánchíd

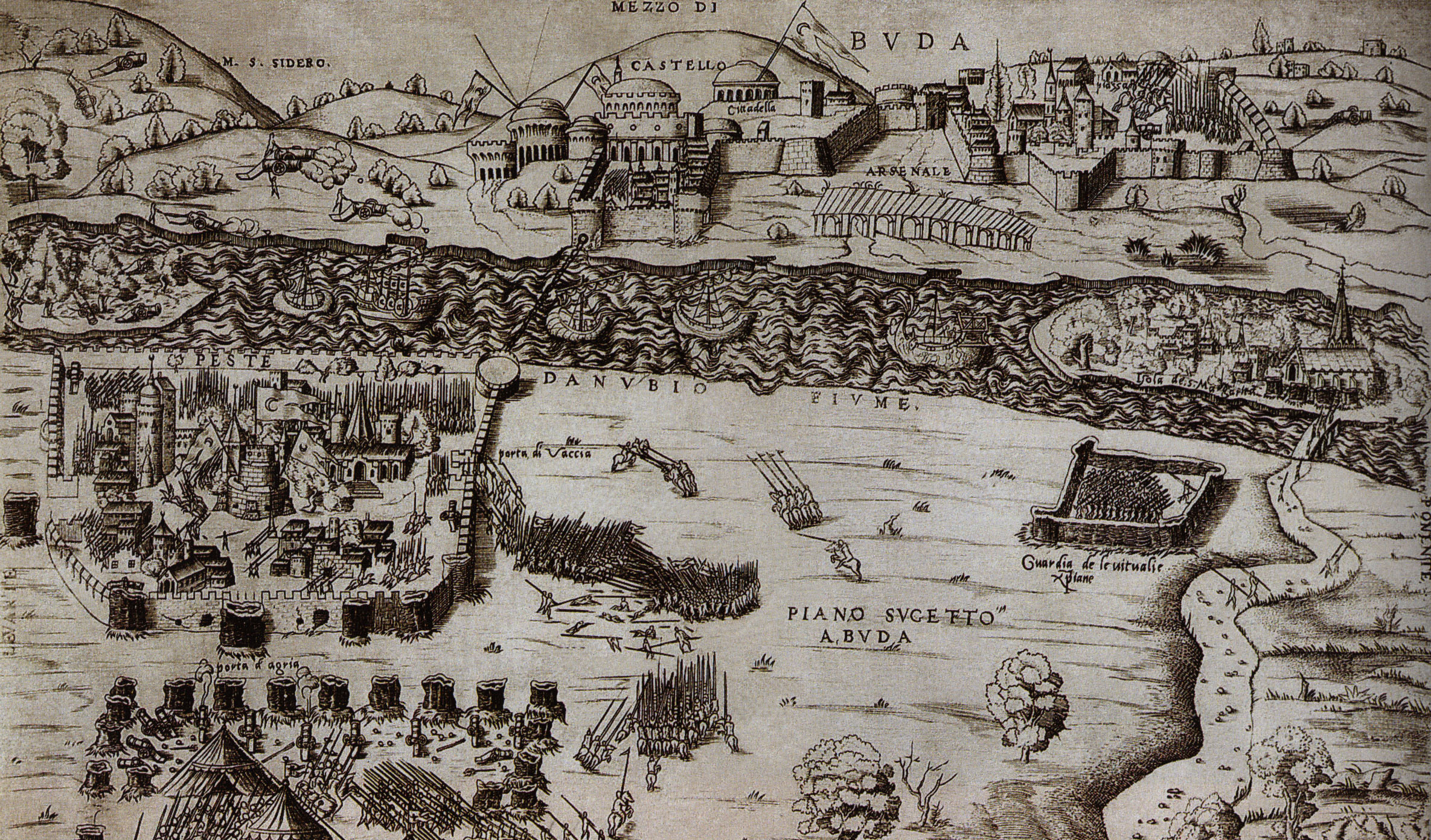
Buda és Pest látképe az 1542-es ostrom idején.

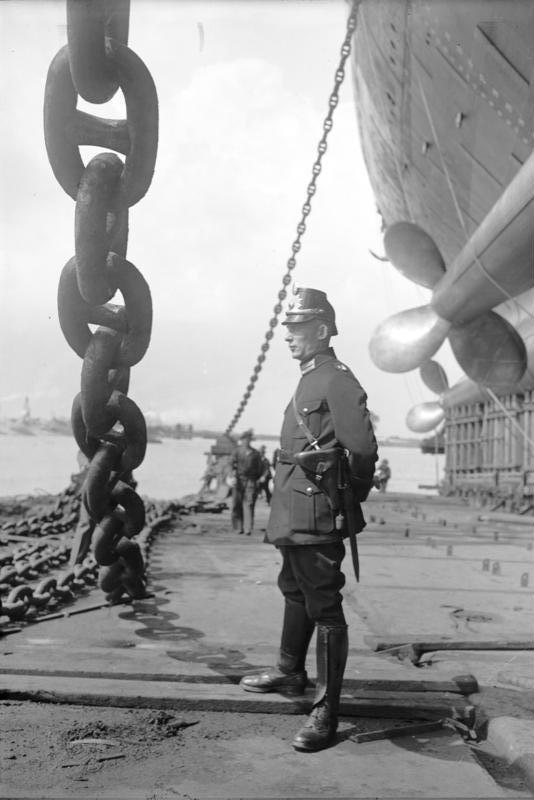
Hajózásnál használt vontatólánc

A lánc csuklósan összerakott alkatrészek sorozata. Egyes láncok (hajtóláncok, lánchíd) elemei, a láncszemek csak egy tengely, mások (szemeslánc) két sőt három tengely körül is el tudnak fordulni. A láncokat terhek tartására vontatására és emelésére, gépek hajtására, sok helyütt kötelek, zsinórok helyettesítésére, valamint nemesfémből készítve ékszerként használják. A láncszemek általában fémből készülnek, de gyártanak láncokat különféle műanyagokból is.

## Teherláncok-hajtóláncok
A teherláncokat emelőgépeken és szakaszos működésű szállítóberendezésekben használják részben olyan célra, melyre egyébként kender vagy acélsodronykötelet is alkalmaznak: teher kötözésére, emelésére és áthelyezésére. Ilyen láncok a szemes  és a csuklós teherláncok, melyek szerkezetileg hasonlóak a csuklós hajtóláncokra. 
A hajtóláncokat lánchajtásokban használják kinematikai hajtásoknál vagy teljesítmény átvitelre. Hajtóláncok hajtógépekről (motorokról) munkagépekre viszik át a forgó mozgást. Alkalmazásuk hasonló a szíjhajtásokéhoz.

## Szemeslánc
A legáltalánosabban elterjedt lánc a szemeslánc. A láncszemek lóversenypálya alakra hajlított és általában végeikkel összehegesztett, kör keresztmetszetű huzalból készülnek automata gépeken nagy tömegben. A kisebb méretű szemesláncot méterben lehet kapni és tetszőleges méretre leszabni.
A szemesláncot általában olyan helyen használják, ahol nincs fárasztó igénybevételnek kitéve. Háztartásokban kerékpárok lopás elleni védelmére, zárakhoz, állatok kikötéséhez használják. Hajóknál például a horgonyt kötik össze vele. Ritkábban emelőgépeknél is alkalmazzák kötél helyett. A szemeslánc előnye, hogy olcsó, szemei minden irányban hajlanak, nem igényel különösebb karbantartást, különösen, ha korrózióálló anyagból készül. Emelőgépeknél hátránya, hogy a láncszemek kis érintkező felületük miatt gyorsabban kopnak, a lánc önsúlya nagy, nyúlik, lökésszerű terhelésre érzékeny, a megengedhető sebesség kicsi, 0,6-1,0 m/s. Rövidszemű teherláncok 6-40 mm átmérőjű huzalból készülnek, megengedett terhelésük 3,6-150 MN (meganewton) = 3600-150 000 N.

## Csapos lánc
Teherláncként többsoros kivitelben is készülnek, ezeket nevezik gall-láncnak. Hajtóláncként alárendelt helyen, 0,6 m/s láncsebességig, nem állandó üzemben használják. Előnye, hogy a többi hevederes láncnál olcsóbb.

## Hüvelyes hajtólánc
Hajtóláncként a láncosztástól függően 2-4 m/s láncsebességig alkalmazzák.

## Görgős hajtólánc
A legjobb minőségű hajtóláncok. Jelenleg ez a legelterjedtebb típus, különböző változatait kerékpár és motorkerékpár hajtására, vezérmű hajtására építik be. A használható legnagyobb láncsebesség 8-10 m/s. Hajlított hevederű változata nagy sebességre és dinamikus terhelésre alkalmas. A fogas hajtóláncok fogaskerékfog alakú hevederekkel készülnek. Itt az erőátadás a fogakon és nem a lánccsuklókon történik. Előnye a görgősláncnál csendesebb járás.

## Egyéb hajtóláncok
Az Ewart-lánc temperöntvényű tagokból áll, főleg mezőgazdasági gépeken alkalmazzák. Acélcsapos láncok ezeket helyettesítik, kopásállóbbak és megbízhatóbbak.

## Vonóláncok
Vonóláncokat kötött pályán vagy vezetékben mozgó teher vontatására használják. Kötélhez és hevederhez képest kitűnnek nagyobb terhelhetőségükkel, hőterheléssel szemben ellenállóak.

## Lánchíd
A 19. században épült függőhidak többsége lánchíd volt. A tartólánc itt is a hevederes lánc egy speciális fajtája. 
A budapesti Széchenyi lánchíd ma is látható láncszemei nem az eredetiek, ezeket az első világháború alatt erősebbekre cserélték ki a megnövekedett terhelés miatt. Nem a Lánchídé az elsőség a Dunán átívelő lánc tekintetében: a török kori Buda védművei között szerepel egy hatalmas kovácsolt szemesláncból készült zárólánc, mely az ellenséges naszádok hajózását volt hivatott megakadályozni.